# القمة العالمية حول مجتمع المعلومات

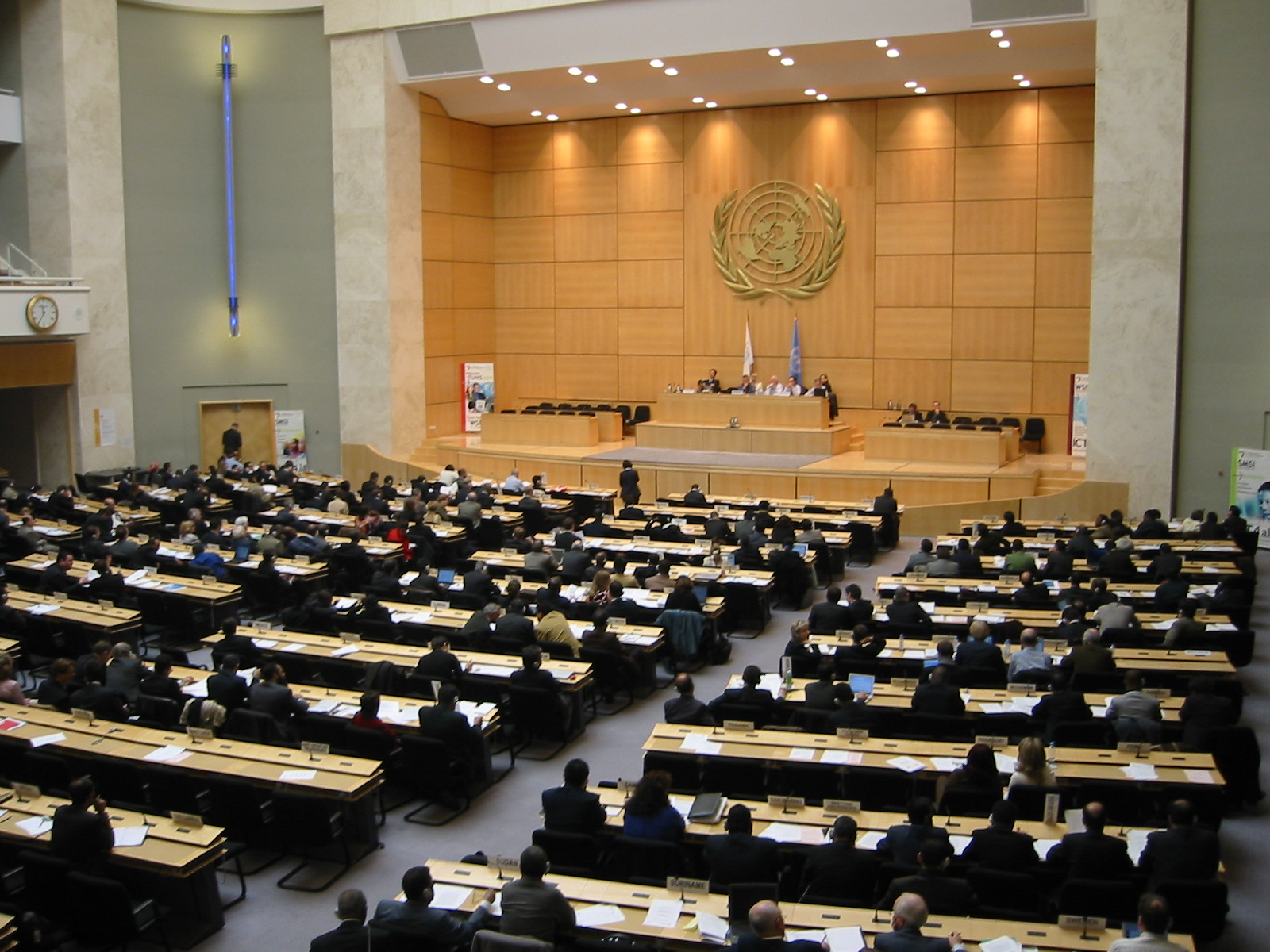

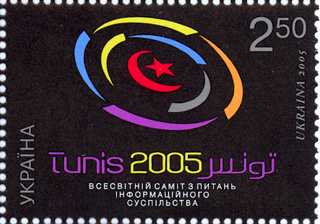
طابع بريدي أوكراني صادر للاحتفاء بالمناسبة.

القمة العالمية حول مجتمع المعلومات (بالإنجليزية: World Summit on the Information Society WSIS) هو مؤتمر برعاية الأمم المتحدة عن المعلومات والاتصالات. عقدت القمة مرتين: الأولى في ديسمبر / كانون الثاني للعام 2003 في جنيف. والثانية في نوفمبر / تشرين الثاني للعام 2005 في تونس. بدأت عملية القمة باللجنة التجهيزية الأولى في يوليو / تموز 2002. وانتهت اللجنة التجهيزية الأخيرة، المنعقدة من 19 إلى 30 سبتمبر / أيلول 2005 في جنيف، بدون ضمان اتفاق نهائي على إدارة حكم الإنترنت، مع رفض الولايات المتحدة لمقترح للاتحاد الأوروبي بوضع نموذج جديد للتعاون موضوع التنفيذ والذي سينهي هيمنة الولايات المتحدة على الأجزاء الحيوية من الإنترنت. ستتواصل المحادثات في الأيام الثلاثة التي تسبق القمة في تونس.

## تاريخ القمة
في شهر يناير / كانون الثاني 2002، أقرت الجمعية العامة للأمم المتحدة مقترح قمة عالمية حول قضايا تكنولوجيا المعلومات والاتصالات. أخذ الاتحاد الدولي للاتصالات عن بعد بالقيادة في تنظيم الحدث، والتي تتضمن مشاركة أكثر من 50 رئيس دولة. القمة على صلة أيضًا باليونسكو.
في نوفمبر / تشرين القاني 2002، أصدر الأمين العام السابق للأمم المتحدة كوفي عنان «تحدي وادي السليكون» ليخلق الحاسبات وأنظمة الاتصال التي ستمكن القرى من القفز فوق حواجز تكنولوجية عديدة والدخول في عصر المعلومات مباشرة. سيمد ذلك مناقشات القمة بأساسها التقني. في الحقيقة، العديد من أهم التطورات في تكنولوجيا المعلومات والاتصالات من أجل التنمية وقعت خارج وادي السليكون.
- حركة السمبيوتر في الهند
- حاسب الجيب الشخصي من ميكروسوفت في ريدموند دبليو إيه
- الأنظمة اللاسلكية للمدن الكبرى
- برنامج معمل وسائط إم آي تي لتصميم حاسب تكلفته 100 دولار
- ترجمة لينوكس إلى لغات لا يدعمها الموزعون التجاريون

عندما أخفقت قمة 2003 في الاتفاق على مستقبل إدارة حكم الإنترنت، شُكلت مجموعة العمل على إدارة حكم الإنترنت لتخرج بأفكار عن كيفية التقدم.

## المجتمع المدني
عدد كبير من المنظمات غير الحكومية، المؤسسات العلمية، وسائل الإعلام المجتمعية وغيرها تشارك باعتبارها «مجتمعًا مدنيًا» في التجهيزات للقمة. فهم يحاولون تأسيس أعرض مشاركة ممكنة للمجتمع المدني في القمة ودفع قضايا المجتمع المدني على الأجندة، من ضمنها حقوق الإنسان، التنمية المركزة على الشعوب، حرية التعبير، وحرية الصحافة.
في نفس الوقت، هناك وفرة من النقاش المتعلق بالقمة خارج المؤتمرات الرسمية. عقدت ورش حول محاور القمة، مثلا في المنتدى الاجتماعي الدولي في بوروتو آليجري، وتتشكل خطط لفعاليات بديلة خارج القمة الرسمية وبموازاتها.
في ألمانيا، أطلقت نتوورك نيو ميديا ومؤسسة هِنرش بُل مبادرة مجموعة عمل القمة العالمية حول مجتمع المعلومات، والتي راحت تجتمع باستمرار منذ صيف 2002. تطورت هذه المجموعة بالتدريج إلى تنسيق مجتمع-مدني باتساع ألمانيا من أجل القمة العالمية حول مجتمع المعلومات.
بعض جماعات المجتمع المدني أعربت عن رفضها انعقاد مرحلة 2005 من القمة العالمية حول مجتمع المعلومات في تونس، باعتبارها بلدًا به انتهاكات خطيرة لحقوق الإنسان. وجدت بعثة تقصي حقائق لتونس في يناير / كانون الثاني 2005 عبر مجموعة مراقبة تونس، وهو ائتلاف من أربعة عشر عضوًا في التداول الأممي لحرية التعبير، أسبابًا جدية للقلق بخصوص الحالة الجارية لحرية التعبير والحريات المدنية في البلاد، ومن ضمنها القيود الفظة على حرية الصحافة والإعلام والنشر والإنترنت.
نشر الائتلاف تقريرا من ستين صفحة يوصي بخطوات تحتاج الحكومة التونسية لأخذها لوضع البلد على مستوى المقاييس الدولية لحقوق الإنسان. في لقاء اللجنة التحضيرية الثالثة بجنيف في سبتمبر / أيلول 2005، أطلقت مجموعة مراقبة تونس تحديثا للتقرير والذي لم يجد أي تحسنات في موقف حقوق الإنسان.